# Sushui He
Sushui He är ett vattendrag i Kina. Det ligger i provinsen Shanxi, i den norra delen av landet, omkring 380 kilometer sydväst om provinshuvudstaden Taiyuan. Sushui He ligger vid sjön Wuxing Hu.
Genomsnittlig årsnederbörd är 679 millimeter. Den regnigaste månaden är juli, med i genomsnitt 160 mm nederbörd, och den torraste är december, med 2 mm nederbörd.